# Okręg wyborczy nr 23 do Sejmu Rzeczypospolitej Polskiej (1993–2001)
Okręg wyborczy nr 23 do Sejmu Rzeczypospolitej Polskiej (1993–2001) obejmował województwo legnickie. W ówczesnym kształcie został utworzony w 1993. Wybieranych było w nim 5 posłów w systemie proporcjonalnym.
Siedzibą okręgowej komisji wyborczej była Legnica.

## Wyniki wyborów
| Podział 5 mandatów: SLD: 3 UP: 1 PSL: 1 |

| Podział 5 mandatów: SLD: 3 AWS: 2 |

## Reprezentanci okręgu
| Sejm | Rok  | Poseł KW                                | Poseł KW                                | Poseł KW                                | Poseł KW                                | Poseł KW                                | Poseł KW                                | Poseł KW                                | Poseł KW                                | Poseł KW                                | Poseł KW                                |
| ---- | ---- | --------------------------------------- | --------------------------------------- | --------------------------------------- | --------------------------------------- | --------------------------------------- | --------------------------------------- | --------------------------------------- | --------------------------------------- | --------------------------------------- | --------------------------------------- |
| II   | 1993 |                                         | R. Zbrzyzny SLD                         |                                         | B. Kowalska SLD                         |                                         | T. Samborski PSL                        |                                         | J. Grott UP                             |                                         | L. Gliniecki SLD                        |
| III  | 1997 |                                         | R. Zbrzyzny SLD                         | T. Maćkała AWS                          | B. Kowalska SLD                         |                                         | J. Swakoń AWS                           | W. Rak SLD                              |                                         |                                         |                                         |
| IV   | 2001 | okręg zniesiony – patrz okręgi nr 1 i 3 | okręg zniesiony – patrz okręgi nr 1 i 3 | okręg zniesiony – patrz okręgi nr 1 i 3 | okręg zniesiony – patrz okręgi nr 1 i 3 | okręg zniesiony – patrz okręgi nr 1 i 3 | okręg zniesiony – patrz okręgi nr 1 i 3 | okręg zniesiony – patrz okręgi nr 1 i 3 | okręg zniesiony – patrz okręgi nr 1 i 3 | okręg zniesiony – patrz okręgi nr 1 i 3 | okręg zniesiony – patrz okręgi nr 1 i 3 |

### Wybory parlamentarne 1993
| Komitet wyborczy                                      | Komitet wyborczy                                     | Głosów | %     | Mandaty | Wybrani posłowie                                         |
| ----------------------------------------------------- | ---------------------------------------------------- | ------ | ----- | ------- | -------------------------------------------------------- |
|                                                       | Sojusz Lewicy Demokratycznej                         | 44 728 | 25,27 | 3       | Ryszard Zbrzyzny, Bronisława Kowalska, Lubomir Gliniecki |
|                                                       | Polskie Stronnictwo Ludowe                           | 28 042 | 15,84 | 1       | Tadeusz Samborski                                        |
|                                                       | Unia Pracy                                           | 18 903 | 10,68 | 1       | Janusz Grott                                             |
|                                                       | Unia Demokratyczna                                   | 14 170 | 8,00  | –       |                                                          |
|                                                       | Konfederacja Polski Niepodległej                     | 10 561 | 5,97  | –       |                                                          |
|                                                       | Bezpartyjny Blok Wspierania Reform                   | 9114   | 5,15  | –       |                                                          |
|                                                       | Samoobrona – Leppera                                 | 9007   | 5,09  | –       |                                                          |
|                                                       | Niezależny Samorządny Związek Zawodowy „Solidarność” | 8642   | 4,88  | –       |                                                          |
|                                                       | Katolicki Komitet Wyborczy „Ojczyzna”                | 7599   | 4,29  | –       |                                                          |
|                                                       | Porozumienie Centrum                                 | 6640   | 3,75  | –       |                                                          |
|                                                       | Kongres Liberalno-Demokratyczny                      | 5450   | 3,08  | –       |                                                          |
|                                                       | Unia Polityki Realnej                                | 5118   | 2,89  | –       |                                                          |
|                                                       | Polskie Stronnictwo Ludowe – Porozumienie Ludowe     | 4669   | 2,64  | –       |                                                          |
|                                                       | Koalicja dla Rzeczypospolitej                        | 3526   | 1,99  | –       |                                                          |
|                                                       | NOT Stowarzyszenia Techniczne                        | 849    | 0,48  | –       |                                                          |
| Frekwencja: 51,27% Źródło: Państwowa Komisja Wyborcza |                                                      |        |       |         |                                                          |

Poniższa tabela przedstawia podział mandatów dla komitetów wyborczych na podstawie uzyskanych głosów, a następnie obliczonych ilorazów wyborczych na podstawie metody D’Hondta.
| Podział mandatów dla komitetów wyborczych na podstawie metody D’Hondta | Podział mandatów dla komitetów wyborczych na podstawie metody D’Hondta | Podział mandatów dla komitetów wyborczych na podstawie metody D’Hondta | Podział mandatów dla komitetów wyborczych na podstawie metody D’Hondta | Podział mandatów dla komitetów wyborczych na podstawie metody D’Hondta | Podział mandatów dla komitetów wyborczych na podstawie metody D’Hondta | Podział mandatów dla komitetów wyborczych na podstawie metody D’Hondta | Podział mandatów dla komitetów wyborczych na podstawie metody D’Hondta | Podział mandatów dla komitetów wyborczych na podstawie metody D’Hondta | Podział mandatów dla komitetów wyborczych na podstawie metody D’Hondta |
| Komitet wyborczy                                                       | Komitet wyborczy                                                       | Liczba głosów                                                          | Iloraz wyborczy                                                        | Iloraz wyborczy                                                        | Iloraz wyborczy                                                        | Iloraz wyborczy                                                        | Iloraz wyborczy                                                        | Mandaty                                                                | TP                                                                     |
| Komitet wyborczy                                                       | Komitet wyborczy                                                       | Liczba głosów                                                          | /1                                                                     | /2                                                                     | /3                                                                     | /4                                                                     | /5                                                                     | Mandaty                                                                | TP                                                                     |
| ---------------------------------------------------------------------- | ---------------------------------------------------------------------- | ---------------------------------------------------------------------- | ---------------------------------------------------------------------- | ---------------------------------------------------------------------- | ---------------------------------------------------------------------- | ---------------------------------------------------------------------- | ---------------------------------------------------------------------- | ---------------------------------------------------------------------- | ---------------------------------------------------------------------- |
|                                                                        | Sojusz Lewicy Demokratycznej                                           | 44 728                                                                 | 44 728                                                                 | 22 364                                                                 | 14 909                                                                 | 11 182                                                                 | 8946                                                                   | 3                                                                      | 1,78                                                                   |
|                                                                        | Polskie Stronnictwo Ludowe                                             | 28 042                                                                 | 28 042                                                                 | 14 021                                                                 | 9347                                                                   | 7011                                                                   | 5608                                                                   | 1                                                                      | 1,12                                                                   |
|                                                                        | Unia Pracy                                                             | 18 903                                                                 | 18 903                                                                 | 9452                                                                   | 6301                                                                   | 4726                                                                   | 3781                                                                   | 1                                                                      | 0,75                                                                   |
|                                                                        | Unia Demokratyczna                                                     | 14 170                                                                 | 14 170                                                                 | 7085                                                                   | 4723                                                                   | 3543                                                                   | 2834                                                                   | 0                                                                      | 0,56                                                                   |
|                                                                        | Konfederacja Polski Niepodległej                                       | 10 561                                                                 | 10 561                                                                 | 5281                                                                   | 3520                                                                   | 2640                                                                   | 2112                                                                   | 0                                                                      | 0,42                                                                   |
|                                                                        | Bezpartyjny Blok Wspierania Reform                                     | 9114                                                                   | 9114                                                                   | 4557                                                                   | 3038                                                                   | 2279                                                                   | 1823                                                                   | 0                                                                      | 0,36                                                                   |
| Ogółem                                                                 | Ogółem                                                                 | 125 518                                                                | —                                                                      | —                                                                      | —                                                                      | —                                                                      | —                                                                      | 5                                                                      | 5                                                                      |

### Wybory parlamentarne 1997
| Komitet wyborczy                                      | Komitet wyborczy                          | Głosów | %     | Mandaty | Wybrani posłowie                                     |
| ----------------------------------------------------- | ----------------------------------------- | ------ | ----- | ------- | ---------------------------------------------------- |
|                                                       | Sojusz Lewicy Demokratycznej              | 56 301 | 34,88 | 3       | Ryszard Zbrzyzny, Bronisława Kowalska, Władysław Rak |
|                                                       | Akcja Wyborcza Solidarność                | 52 446 | 32,49 | 2       | Tadeusz Maćkała, Jacek Swakoń                        |
|                                                       | Unia Wolności                             | 17 352 | 10,75 | –       |                                                      |
|                                                       | Unia Pracy                                | 8837   | 5,47  | –       |                                                      |
|                                                       | Polskie Stronnictwo Ludowe                | 7755   | 4,80  | –       |                                                      |
|                                                       | Ruch Odbudowy Polski                      | 6341   | 3,93  | –       |                                                      |
|                                                       | Krajowa Partia Emerytów i Rencistów       | 4188   | 2,59  | –       |                                                      |
|                                                       | Unia Prawicy Rzeczypospolitej             | 2865   | 1,77  | –       |                                                      |
|                                                       | Krajowe Porozumienie Emerytów i Rencistów | 2670   | 1,65  | –       |                                                      |
|                                                       | Blok dla Polski                           | 1876   | 1,16  | –       |                                                      |
|                                                       | Przymierze Samoobrona                     | 789    | 0,49  | –       |                                                      |
| Frekwencja: 44,35% Źródło: Państwowa Komisja Wyborcza |                                           |        |       |         |                                                      |

Poniższa tabela przedstawia podział mandatów dla komitetów wyborczych na podstawie uzyskanych głosów, a następnie obliczonych ilorazów wyborczych na podstawie metody D’Hondta.
| Podział mandatów dla komitetów wyborczych na podstawie metody D’Hondta | Podział mandatów dla komitetów wyborczych na podstawie metody D’Hondta | Podział mandatów dla komitetów wyborczych na podstawie metody D’Hondta | Podział mandatów dla komitetów wyborczych na podstawie metody D’Hondta | Podział mandatów dla komitetów wyborczych na podstawie metody D’Hondta | Podział mandatów dla komitetów wyborczych na podstawie metody D’Hondta | Podział mandatów dla komitetów wyborczych na podstawie metody D’Hondta | Podział mandatów dla komitetów wyborczych na podstawie metody D’Hondta | Podział mandatów dla komitetów wyborczych na podstawie metody D’Hondta | Podział mandatów dla komitetów wyborczych na podstawie metody D’Hondta |
| Komitet wyborczy                                                       | Komitet wyborczy                                                       | Liczba głosów                                                          | Iloraz wyborczy                                                        | Iloraz wyborczy                                                        | Iloraz wyborczy                                                        | Iloraz wyborczy                                                        | Iloraz wyborczy                                                        | Mandaty                                                                | TP                                                                     |
| Komitet wyborczy                                                       | Komitet wyborczy                                                       | Liczba głosów                                                          | /1                                                                     | /2                                                                     | /3                                                                     | /4                                                                     | /5                                                                     | Mandaty                                                                | TP                                                                     |
| ---------------------------------------------------------------------- | ---------------------------------------------------------------------- | ---------------------------------------------------------------------- | ---------------------------------------------------------------------- | ---------------------------------------------------------------------- | ---------------------------------------------------------------------- | ---------------------------------------------------------------------- | ---------------------------------------------------------------------- | ---------------------------------------------------------------------- | ---------------------------------------------------------------------- |
|                                                                        | Sojusz Lewicy Demokratycznej                                           | 56 301                                                                 | 56 301                                                                 | 28 151                                                                 | 18 767                                                                 | 14 075                                                                 | 11 260                                                                 | 3                                                                      | 2,01                                                                   |
|                                                                        | Akcja Wyborcza Solidarność                                             | 52 446                                                                 | 52 446                                                                 | 26 223                                                                 | 17 482                                                                 | 13 112                                                                 | 10 489                                                                 | 2                                                                      | 1,87                                                                   |
|                                                                        | Unia Wolności                                                          | 17 352                                                                 | 17 352                                                                 | 8676                                                                   | 5784                                                                   | 4338                                                                   | 3470                                                                   | 0                                                                      | 0,62                                                                   |
|                                                                        | Polskie Stronnictwo Ludowe                                             | 7755                                                                   | 7755                                                                   | 3878                                                                   | 2585                                                                   | 1939                                                                   | 1551                                                                   | 0                                                                      | 0,28                                                                   |
|                                                                        | Ruch Odbudowy Polski                                                   | 6341                                                                   | 6341                                                                   | 3171                                                                   | 2114                                                                   | 1585                                                                   | 1268                                                                   | 0                                                                      | 0,23                                                                   |
| Ogółem                                                                 | Ogółem                                                                 | 140 195                                                                | —                                                                      | —                                                                      | —                                                                      | —                                                                      | —                                                                      | 5                                                                      | 5                                                                      |